# 塞里塔
塞里塔是巴西伯南布哥州的一个市镇。总面积1602.3平方公里，总人口18238人，人口密度11.4人/平方公里。